# St. Marys Bay
St. Marys Bay (do 6 lipca 1950 St. Mary Bay, do 18 kwietnia 1963 St. Mary’s Bay) – zatoka (ang. bay) w kanadyjskiej prowincji Nowa Szkocja, w hrabstwie Digby, na wschód od wysp: Brier Island, Long Island i półwyspu Digby Neck; nazwa St. Mary Bay urzędowo zatwierdzona w 1924.